# Love in the Afternoon
Love in the Afternoon is een Amerikaanse filmkomedie uit 1957 onder regie van Billy Wilder. Het scenario is gebaseerd op de roman Ariane, jeune fille russe (1920) van de Franse auteur Claude Anet. De film werd destijds in Nederland en België uitgebracht onder de titel Ariane.

## Verhaal
De privédetective Claude Chavasse onderzoekt de avonturen van de rokkenjager Frank Flannagan. Claude vertelt zijn cliënt, Monsieur X, dat diens echtgenote Franks laatste verovering is. Daarop begint de man plannen te maken om Frank te doden. De dochter van Claude hoort dat en brengt Frank op de hoogte. Frank begint haar leuk te vinden en wanneer Claude dat ontdekt, wil hij zijn dochter van hem weghouden...

## Rolverdeling
| Acteur            | Personage       |
| ----------------- | --------------- |
| Gary Cooper       | Frank Flannagan |
| Audrey Hepburn    | Ariane Chavasse |
| Maurice Chevalier | Claude Chavasse |
| John McGiver      | Monsieur X      |
| Van Doude         | Michel          |
| Lise Bourdin      | Madame X        |
| Olga Valéry       | Hotelgast       |

## Prijzen en nominaties
| Jaar | Prijs                          | Categorie                            | Genomineerde(n)             | Uitslag     |
| ---- | ------------------------------ | ------------------------------------ | --------------------------- | ----------- |
| 1958 | Golden Globes                  | Beste film – komedie                 | Billy Wilder                | Genomineerd |
| 1958 | Golden Globes                  | Beste mannelijke hoofdrol – komedie  | Maurice Chevalier           | Genomineerd |
| 1958 | Golden Globes                  | Beste vrouwelijke hoofdrol – komedie | Audrey Hepburn              | Genomineerd |
| 1958 | Writers Guild of America Award | Best geschreven komedie              | Billy Wilder I.A.L. Diamond | Gewonnen    |